# Чемпионат мира по футболу среди юношеских команд 2023
Чемпионат мира по футболу (до 17 лет) 2023 года (англ. 2023 FIFA U-17 World Cup) — девятнадцатый розыгрыш чемпионата мира среди игроков до 17 лет, который прошёл с 10 ноября по 2 декабря 2023 года в Индонезии.
Изначально турнир должен был пройти в Перу, но 3 апреля 2023 года из-за неподготовленности инфраструктуры Перу отказалось принимать чемпионата мира. 23 июня право провести чемпионат мира получила Индонезия.

## Выборы места проведения турнира
24 октября 2019 года на Совете ФИФА в Шанхае Перу получило право в 2021 году провести чемпионат мира по футболу до 17 лет, но 24 декабря 2020 года ФИФА отменила чемпионат мира до 17 лет в 2021 году, вместе с этим перенеся права Перу на проведение турнира на 2023 год.
Однако после продолжительных дискуссий между Перуанской футбольной федерации и ФИФА по поводу пригодности Перу для проведения турнира из-за недостатков в инфраструктуре, 3 апреля 2023 года Перу отказалась от проведения чемпионата мира, а ФИФА объявила о том, что объявлен конкурс на проведение турнира вместо Перу.
23 июля 2023 года право провести чемпионат мира получила Индонезия.

## Места проведения
Глава Футбольной ассоциации Индонезии Эрик Тохир заявил, что страна предложила ФИФА восемь стадионов для проведения турнира. Шесть из них (Гелора Бунг Карно в Джакарте, Гелора Бунг Томо в Сурабае, Джалак Харупат в Бандунге, Манахан в Суракарте, Ваян Дипта в округе Гианьяр на Бали и Гелора Шривиджая в Палембанге) должны были принять чемпионат мира до 20 лет. К ним добавится Международный стадион и стадион, который находится «недалеко от Джакарты». Согласно BolaSport.com им является стадион «Пакансари» в Богоре.
Позднее Эрик Тохир сказал, что на стадионе Манахан пройдут и полуфиналы, и финал.
По итогу матчи чемпионата мира прошли на 4 стадионах в 4 городах:
| Джакарта                           | Сурабая             |
| ---------------------------------- | ------------------- |
| Международный стадион              | Гелора Бунг Томо    |
| Вместимость: 82 000                | Вместимость: 45 134 |
|                                    |                     |
| Джакарта Бандунг Сурабая Суракарта |                     |
| Бандунг                            | Суракарта           |
| Джалак Харупат                     | Манахан             |
| Вместимость: 30 100                | Вместимость: 20 000 |
|                                    |                     |

## Участники
Следующие команды квалифицировались в финальный турнир в Индонезии:
| Команда                                                               | Отобралась как | Участие | Лучший результат                                          |
| --------------------------------------------------------------------- | -------------- | ------- | --------------------------------------------------------- |
| Индонезия                                                             | Хозяин         | 1-е     | дебют                                                     |
| Команды из АФК, отобравшиеся через Чемпионат Азии (U17) 2023          |                |         |                                                           |
| Япония                                                                | Победитель     | 10-е    | Четвертьфинал (1993, 2011)                                |
| Республика Корея                                                      | Финалист       | 7-е     | Четвертьфинал (1987, 2009, 2019)                          |
| Иран                                                                  | Полуфиналист   | 5-е     | Четвертьфинал (2017)                                      |
| Узбекистан                                                            | Полуфиналист   | 3-е     | Четвертьфинал (2011)                                      |
| Команды из КАФ, отобравшиеся через Чемпионат Африки (U17) 2023        |                |         |                                                           |
| Сенегал                                                               | Победитель     | 2-е     | 1/8 финала (2019)                                         |
| Марокко                                                               | 2-е место      | 2-е     | 1/8 финала (2013)                                         |
| Буркина-Фасо                                                          | 3-е место      | 5-е     | 3-е место (2001)                                          |
| Мали                                                                  | 4-е место      | 6-e     | 2-е место (2015)                                          |
| Команды из КОНКАКАФ, отобравшиеся через Чемпионат КОНКАКАФ (U17) 2023 |                |         |                                                           |
| Мексика                                                               | Победитель     | 15-е    | Чемпион (2005, 2011)                                      |
| США                                                                   | Финалист       | 18-е    | 4-е место (1999)                                          |
| Канада                                                                | Полуфиналист   | 8-е     | Групповой этап (1987, 1989, 1993, 1995, 2011, 2013, 2019) |
| Панама                                                                | Полуфиналист   | 3-е     | 1/8 финала (2011)                                         |
| Команды из КОНМЕБОЛ, отобравшиеся через Чемпионат КОНМЕБОЛ (U17) 2023 |                |         |                                                           |
| Бразилия                                                              | Победитель     | 18-е    | Чемпион (1997, 1999, 2003, 2019)                          |
| Эквадор                                                               | 2-е место      | 6-e     | Четвертьфинал (1995, 2015)                                |
| Аргентина                                                             | 3-е место      | 15-е    | 3-е место (1991, 1995, 2003)                              |
| Венесуэла                                                             | 4-е место      | 2-е     | Групповой этап (2013)                                     |
| Команды из ОФК, отобравшиеся через Чемпионат Океании (U17) 2023       |                |         |                                                           |
| Новая Зеландия                                                        | Победитель     | 10-е    | 1/8 финала (2009, 2011, 2015)                             |
| Новая Каледония                                                       | Финалист       | 2-е     | Групповой этап (2017)                                     |
| Команды из УЕФА, отобравшиеся через Чемпионат Европы (U17) 2023       |                |         |                                                           |
| Германия                                                              | Победитель     | 11-е    | 2-е место (1985)                                          |
| Франция                                                               | Финалист       | 8-е     | Чемпион (2001)                                            |
| Испания                                                               | Полуфиналист   | 11-е    | 2-е место (1991, 2003, 2007, 2011)                        |
| Польша                                                                | Полуфиналист   | 3-е     | 4-е место (1993)                                          |
| Англия                                                                | 5-е место      | 5-е     | Чемпион (2017)                                            |

### Комментарии
1. ↑  Как сборная ФРГ до 16 лет

## Финальный турнир

### Жеребьёвка
Жеребьевка состоялась 15 сентября 2023 года в штаб-квартире ФИФА в Цюрихе (Швейцария). Жеребьёвку проводил директор ФИФА по проведению турниров Хайме Ямза, а ему помогали чемпион и финалист чемпионата мира до 17 лет 1995 года — Стивен Аппиа и Жулио Сезар.
24 команды были разбиты на шесть групп по четыре команды, причем хозяева турнира — сборная Индонезии — автоматически попала в первую группу и заняла первое место в группе A, а остальные команды были распределены по группам в зависимости от их результатов на последних пяти чемпионатах мира.
Команды из одной конфедерации не могут играть друг с другом в одной группе.
| Корзина 1                                                    | Корзина 2                                               | Корзина 3                                          | Корзина 4                                                   |
| ------------------------------------------------------------ | ------------------------------------------------------- | -------------------------------------------------- | ----------------------------------------------------------- |
| Индонезия (Группа A) Бразилия Мексика Франция Испания Япония | Германия Мали Англия Республика Корея Аргентина Эквадор | Новая Зеландия Иран Сенегал США Узбекистан Марокко | Канада Новая Каледония Буркина-Фасо Панама Польша Венесуэла |

### Составы
К участию в турнире допускаются игроки, родившиеся не раньше 1 января 2006 года и не позже 31 декабря 2008 года.

## Судьи
Всего на турнир было назначено 18 судейских троек (судья и два ассистента судьи), 3 судьи поддержки и 18 видеоассистентов. Троек судей от ОФК нет.
| Конфедерация | Судья                | Ассистенты судьи                                    | Видеопомощники судьи                                                                |
| ------------ | -------------------- | --------------------------------------------------- | ----------------------------------------------------------------------------------- |
| АФК          | Омар Мохамед аль-Али | Джасем аль-Али Саид Рашид аль-Марзуки               | Халид Салех ат-Тураис Кейт Яцевич Абдулла Джамали                                   |
| АФК          | Фу Мин               | Цао И Ма Цзи                                        | Халид Салех ат-Тураис Кейт Яцевич Абдулла Джамали                                   |
| АФК          | Ко Хёнчин            | Юн Чэ Ёль Пак Сан Чун                               | Халид Салех ат-Тураис Кейт Яцевич Абдулла Джамали                                   |
| КАФ          | Пьер Гислен Атшо     | Борис Дисога Карин Атезамбон Фомо                   | Лалу Бенбрахам Даниэль Нии Ларея                                                    |
| КАФ          | Дахане Бейда         | Димбиниайна Андриатианаривелу Джонатан Ахонто Коффи | Лалу Бенбрахам Даниэль Нии Ларея                                                    |
| КАФ          | Ибрахим Мутас        | Халил Хассани Ахмед Хоссан Элдин                    | Лалу Бенбрахам Даниэль Нии Ларея                                                    |
| КОНКАКАФ     | Сельвин Браун        | Херсон Мартинес Роней Вальядарес                    | Исмаэль Корнехо Джо Дикерсон Татьяна Гусман                                         |
| КОНКАКАФ     | Кейлор Эррера        | Уильям Чоу Виктор Рамирес Фонсека                   | Исмаэль Корнехо Джо Дикерсон Татьяна Гусман                                         |
| КОНКАКАФ     | Брайан Лопес         | Луис Вентура Умберто Панхох                         | Исмаэль Корнехо Джо Дикерсон Татьяна Гусман                                         |
| КОНМЕБОЛ     | Аугусто Арагон       | Рикардо Барен Андрес Тола                           | Игор Беневенуто Рикардо Молина Дерлис Лопес Джон Пердомо                            |
| КОНМЕБОЛ     | Иво Мендес           | Карлос Тапия Рохер Орельяна                         | Игор Беневенуто Рикардо Молина Дерлис Лопес Джон Пердомо                            |
| КОНМЕБОЛ     | Роберто Перес        | Альберто Гарсия Энрике Пинто                        | Игор Беневенуто Рикардо Молина Дерлис Лопес Джон Пердомо                            |
| КОНМЕБОЛ     | Густаво Техера       | Карлос Баррейро Андрес Ньевас                       | Игор Беневенуто Рикардо Молина Дерлис Лопес Джон Пердомо                            |
| УЕФА         | Эспен Эскос          | Ян Эрик Энган Исаак Башевкин                        | Дэвид Кут Алеандро Ди Паоло Роб Диперинк Ангелос Эвангелу Федайи Сан Ивайло Стоянов |
| УЕФА         | Мортен Крог          | Деннис Расмуссен Стеффен Брамсен                    | Дэвид Кут Алеандро Ди Паоло Роб Диперинк Ангелос Эвангелу Федайи Сан Ивайло Стоянов |
| УЕФА         | Атилла Караоглан     | Джейхун Сесигюзел Джевдет Кёмюрджюоглу              | Дэвид Кут Алеандро Ди Паоло Роб Диперинк Ангелос Эвангелу Федайи Сан Ивайло Стоянов |
| УЕФА         | Раде Обренович       | Юре Прапротник Грега Кордеж                         | Дэвид Кут Алеандро Ди Паоло Роб Диперинк Ангелос Эвангелу Федайи Сан Ивайло Стоянов |
| УЕФА         | Жуан Пинейру         | Бруну Жезус Лусиано Майя                            | Дэвид Кут Алеандро Ди Паоло Роб Диперинк Ангелос Эвангелу Федайи Сан Ивайло Стоянов |

| Конфедерация | Судья поддержки                             |
| ------------ | ------------------------------------------- |
| АФК          | Априсман Аранда Торик Алкатири Юди Нуркахья |

## Групповой этап
Две лучшие команды из каждой группы и четыре лучшие команды, занявшие третьи места, прошли в 1/8 финала.
Время начала матчей — местное (UTC+7).

### Критерии классификации команд на групповом этапе
Если две или более команд набирают одинаковое количество очков, их положение определяется по следующим критериям:
1. очки, набранные во всех матчах группового этапа;
2. разница голов во всех групповых матчах;
3. голы, забитые во всех групповых матчах;
4. количество очков, заработанные в матчах между командами;
5. разница голов в матчах между командами;
6. количество голов, забитых в матчах между командами;
7. дисциплинарные показатели:   - жёлтая карточка: −1 очко;
  - непрямая красная карточка (вторая жёлтая карточка): −3 очка;
  - прямая красная карточка: −4 очка;
  - жёлтая карточка и прямая красная карточка: −5 очков;
8. коэффициенты УЕФА, которые использовались при жеребьёвке отборочного раунда.

### Группа A
| Поз | Команда       | И | В | Н | П | МЗ | МП | РМ | О | Квалификация     |
| --- | ------------- | - | - | - | - | -- | -- | -- | - | ---------------- |
| 1   | Марокко       | 3 | 2 | 0 | 1 | 5  | 3  | +2 | 6 | Выход в плей-офф |
| 2   | Эквадор       | 3 | 1 | 2 | 0 | 4  | 2  | +2 | 5 | Выход в плей-офф |
| 3   | Индонезия (Х) | 3 | 0 | 2 | 1 | 3  | 5  | −2 | 2 |                  |
| 4   | Панама        | 3 | 0 | 2 | 1 | 2  | 4  | −2 | 2 |                  |

| Панама | 0:2     | Марокко                     |
| ------ | ------- | --------------------------- |
|        | (отчёт) | - Шлагмо 16′ - Эннаир 90+5′ |

| Индонезия      | 1:1     | Эквадор    |
| -------------- | ------- | ---------- |
| Архан Кака 22′ | (отчёт) | Обандо 28′ |

| Марокко | 0:2     | Эквадор                   |
| ------- | ------- | ------------------------- |
|         | (отчёт) | Бермудес 62′ (пен.) 90+3′ |

| Индонезия      | 1:1     | Панама         |
| -------------- | ------- | -------------- |
| Архан Кака 54′ | (отчёт) | Кастильо 45+3′ |

| Марокко                                           | 3:1     | Индонезия |
| ------------------------------------------------- | ------- | --------- |
| - Алауи 29′ (пен.) - Аит Будлаль 39′ - Хамони 64′ | (отчёт) | Асюра 42′ |

| Эквадор  | 1:1     | Панама       |
| -------- | ------- | ------------ |
| Руис 24′ | (отчёт) | Кастильо 79′ |

### Группа B
| Поз | Команда    | И | В | Н | П | МЗ | МП | РМ | О | Квалификация     |
| --- | ---------- | - | - | - | - | -- | -- | -- | - | ---------------- |
| 1   | Испания    | 3 | 2 | 1 | 0 | 5  | 2  | +3 | 7 | Выход в плей-офф |
| 2   | Мали       | 3 | 2 | 0 | 1 | 8  | 2  | +6 | 6 | Выход в плей-офф |
| 3   | Узбекистан | 3 | 1 | 1 | 1 | 5  | 5  | 0  | 4 | Выход в плей-офф |
| 4   | Канада     | 3 | 0 | 0 | 3 | 1  | 10 | −9 | 0 |                  |

| Мали                         | 3:0     | Узбекистан |
| ---------------------------- | ------- | ---------- |
| М. Думбия 30′ 72′ (пен.) 75′ | (отчёт) |            |

| Испания                | 2:0     | Канада |
| ---------------------- | ------- | ------ |
| - Гиу 21′ - Жуньен 76′ | (отчёт) |        |

| Испания      | 1:0     | Мали |
| ------------ | ------- | ---- |
| Эрнандес 62′ | (отчёт) |      |

| Узбекистан                          | 3:0     | Канада |
| ----------------------------------- | ------- | ------ |
| - Чукву 22′ (авт.) - Саидов 24′ 81′ | (отчёт) |        |

| Узбекистан                       | 2:2     | Испания                  |
| -------------------------------- | ------- | ------------------------ |
| - Шукуруллаев 45+4′ - Саидов 54′ | (отчёт) | - Ойоно 10′ - Мартин 19′ |

| Канада    | 1:5     | Мали                                                                |
| --------- | ------- | ------------------------------------------------------------------- |
| Чукву 45′ | (отчёт) | - И. Диарра 14′ - Барри 26′ - Канате 73′ - Макалу 77′ - Тьеро 90+1′ |

### Группа C
| Поз | Команда         | И | В | Н | П | МЗ | МП | РМ  | О | Квалификация     |
| --- | --------------- | - | - | - | - | -- | -- | --- | - | ---------------- |
| 1   | Англия          | 3 | 2 | 0 | 1 | 13 | 3  | +10 | 6 | Выход в плей-офф |
| 2   | Бразилия        | 3 | 2 | 0 | 1 | 13 | 4  | +9  | 6 | Выход в плей-офф |
| 3   | Иран            | 3 | 2 | 0 | 1 | 9  | 4  | +5  | 6 | Выход в плей-офф |
| 4   | Новая Каледония | 3 | 0 | 0 | 3 | 0  | 24 | −24 | 0 |                  |

| Новая Каледония | 0:10    | Англия |
| --------------- | ------- | --- |
|                 | (отчёт) | - Расселл-Денни 16′ (пен.) - Обоавуодуо 30′ 57′ - Диблинг 35′ - Ачимпонг 45+4′ - Амо-Амеяу 51′ - Нванери 78′ - Анье 80′ (авт.) - Марри-Кэмпбелл 85′ - Макаллистер 90+1′ |

| Бразилия                          | 2:3     | Иран                                      |
| --------------------------------- | ------- | ----------------------------------------- |
| - Райан 28′ - Замани 45+2′ (авт.) | (отчёт) | - Барадже 54′ - Тахери 69′ - Голизаде 73′ |

| Бразилия                                                                                            | 9:0     | Новая Каледония |
| --------------------------------------------------------------------------------------------------- | ------- | --------------- |
| - Райан 28′ 51′ (пен.) - Эстеван 39′ - Луижи 44′ - Кауан Элиас 46′ 86′ 90+4′ - Рейс 56′ - Соуза 61′ | (отчёт) |                 |

| Англия                          | 2:1     | Иран       |
| ------------------------------- | ------- | ---------- |
| - Расселл-Денни 63′ - Ндала 90′ | (отчёт) | Замани 31′ |

| Англия           | 1:2     | Бразилия                        |
| ---------------- | ------- | ------------------------------- |
| Ндала 71′ (пен.) | (отчёт) | - Кауан Элиас 43′ - Да Мата 54′ |

| Иран                                                              | 5:0     | Новая Каледония |
| ----------------------------------------------------------------- | ------- | --------------- |
| - Раззагиниа 17′ 34′ - Гандипур 76′ - Аскари 90+6′ - Тахери 90+8′ | (отчёт) |                 |

### Группа D
| Поз | Команда   | И | В | Н | П | МЗ | МП | РМ | О | Квалификация     |
| --- | --------- | - | - | - | - | -- | -- | -- | - | ---------------- |
| 1   | Аргентина | 3 | 2 | 0 | 1 | 8  | 3  | +5 | 6 | Выход в плей-офф |
| 2   | Сенегал   | 3 | 2 | 0 | 1 | 6  | 4  | +2 | 6 | Выход в плей-офф |
| 3   | Япония    | 3 | 2 | 0 | 1 | 4  | 3  | +1 | 6 | Выход в плей-офф |
| 4   | Польша    | 3 | 0 | 0 | 3 | 1  | 9  | −8 | 0 |                  |

| Япония      | 1:0     | Польша |
| ----------- | ------- | ------ |
| Такаока 76′ | (отчёт) |        |

| Аргентина     | 1:2     | Сенегал        |
| ------------- | ------- | -------------- |
| Руберто 90+2′ | (отчёт) | А. Диуф 6′ 38′ |

| Сенегал                              | 4:1     | Польша     |
| ------------------------------------ | ------- | ---------- |
| - Гейе 18′ 52′ 69′ - Шала 30′ (авт.) | (отчёт) | Регула 66′ |

| Япония      | 1:3     | Аргентина                                 |
| ----------- | ------- | ----------------------------------------- |
| Такаока 50′ | (отчёт) | - Эчеверри 5′ - Акунья 8′ - Руберто 90+9′ |

| Сенегал | 0:2     | Япония          |
| ------- | ------- | --------------- |
|         | (отчёт) | Такаока 62′ 72′ |

| Польша | 0:4     | Аргентина                                             |
| ------ | ------- | ----------------------------------------------------- |
|        | (отчёт) | - Лаплас 34′ - Руберто 46′ - Субиабре 52′ - Лопес 86′ |

### Группа E
| Поз | Команда          | И | В | Н | П | МЗ | МП | РМ | О | Квалификация     |
| --- | ---------------- | - | - | - | - | -- | -- | -- | - | ---------------- |
| 1   | Франция          | 3 | 3 | 0 | 0 | 7  | 0  | +7 | 9 | Выход в плей-офф |
| 2   | США              | 3 | 2 | 0 | 1 | 5  | 5  | 0  | 6 | Выход в плей-офф |
| 3   | Буркина-Фасо     | 3 | 1 | 0 | 2 | 3  | 6  | −3 | 3 |                  |
| 4   | Республика Корея | 3 | 0 | 0 | 3 | 2  | 6  | −4 | 0 |                  |

| Франция                                             | 3:0     | Буркина-Фасо |
| --------------------------------------------------- | ------- | ------------ |
| - Ламбурд 49′ - Тинкр 81′ (пен.) - Гомис 87′ (пен.) | (отчёт) |              |

| Республика Корея | 1:3     | США                            |
| ---------------- | ------- | ------------------------------ |
| Ким Мёнджун 35′  | (отчёт) | - Берчимас 7′ 73′ - Медина 49′ |

| США                            | 2:1     | Буркина-Фасо |
| ------------------------------ | ------- | ------------ |
| - Фигероа 45′ - Берчимас 45+6′ | (отчёт) | Диарра 89′   |

| Франция  | 1:0     | Республика Корея |
| -------- | ------- | ---------------- |
| Амугу 2′ | (отчёт) |                  |

| США | 0:3     | Франция                        |
| --- | ------- | ------------------------------ |
|     | (отчёт) | - Тинкр 45+2′ 82′ - Мёпийу 86′ |

| Буркина-Фасо                 | 2:1     | Республика Корея |
| ---------------------------- | ------- | ---------------- |
| - Диарра 24′ - А. Камара 86′ | (отчёт) | Ким Мёнджун 49′  |

### Группа F
| Поз | Команда        | И | В | Н | П | МЗ | МП | РМ | О | Квалификация     |
| --- | -------------- | - | - | - | - | -- | -- | -- | - | ---------------- |
| 1   | Германия       | 3 | 3 | 0 | 0 | 9  | 2  | +7 | 9 | Выход в плей-офф |
| 2   | Мексика        | 3 | 1 | 1 | 1 | 7  | 5  | +2 | 4 | Выход в плей-офф |
| 3   | Венесуэла      | 3 | 1 | 1 | 1 | 5  | 5  | 0  | 4 | Выход в плей-офф |
| 4   | Новая Зеландия | 3 | 0 | 0 | 3 | 1  | 10 | −9 | 0 |                  |

| Венесуэла                         | 3:0     | Новая Зеландия |
| --------------------------------- | ------- | -------------- |
| - Мартинес 29′ - Ромеро 87′ 90+7′ | (отчёт) |                |

| Мексика     | 1:3     | Германия                                           |
| ----------- | ------- | -------------------------------------------------- |
| Хименес 75′ | (отчёт) | - Дарвих 29′ - Мёрштедт 38′ - да Силва Морейра 53′ |

| Мексика                    | 2:2     | Венесуэла                        |
| -------------------------- | ------- | -------------------------------- |
| - Каррильо 62′ - Ортис 67′ | (отчёт) | - Сичеро 6′ - Профета 84′ (пен.) |

| Новая Зеландия      | 1:3     | Германия                                      |
| ------------------- | ------- | --------------------------------------------- |
| Уотсон 90+1′ (пен.) | (отчёт) | - Бруннер 45+7′ - Мёрштедт 60′ - Ялчинкая 81′ |

| Новая Зеландия | 0:4     | Мексика                                                         |
| -------------- | ------- | --------------------------------------------------------------- |
|                | (отчёт) | - Барахас 42′ - Фернандес де Лара 47′ - Каррильо 54′ 67′ (пен.) |

| Германия                               | 3:0     | Венесуэла |
| -------------------------------------- | ------- | --------- |
| - Рамзак 1′ 57′ - да Силва Морейра 42′ | (отчёт) |           |

### Рейтинг команд, занявших третьи места
В плей-офф вышли четыре лучшие команды, занявшие третьи места, а также шесть первых и вторых мест в каждой из шести групп.
| Поз | Гр. | Команда       | И | В | Н | П | МЗ | МП | РМ | О | Квалификация     |
| --- | --- | ------------- | - | - | - | - | -- | -- | -- | - | ---------------- |
| 1   | C   | Иран          | 3 | 2 | 0 | 1 | 9  | 4  | +5 | 6 | Выход в плей-офф |
| 2   | D   | Япония        | 3 | 2 | 0 | 1 | 4  | 3  | +1 | 6 | Выход в плей-офф |
| 3   | B   | Узбекистан    | 3 | 1 | 1 | 1 | 5  | 5  | 0  | 4 | Выход в плей-офф |
| 4   | F   | Венесуэла     | 3 | 1 | 1 | 1 | 5  | 5  | 0  | 4 | Выход в плей-офф |
| 5   | E   | Буркина-Фасо  | 3 | 1 | 0 | 2 | 3  | 6  | −3 | 3 |                  |
| 6   | A   | Индонезия (Х) | 3 | 0 | 2 | 1 | 3  | 5  | −2 | 2 |                  |

## Плей-офф
Если по истечении 90 минут основного игрового времени в матче победитель не выявлен, то для его определения сразу начинается серия пенальти; дополнительное время не проводится.
В 1/8 финала четыре команды, занявшие третьи места, встретились с победителями групп A, B, C и D. Конкретные матчи с участием команд, занявших третьи места, зависели от того, какие четыре команды, занявшие третьи места, вышли в 1/8 финала:
 Комбинация в соответствии с четырьмя квалифицированными командами
| Четыре лучших команд, занявших третьи места | Четыре лучших команд, занявших третьи места | Четыре лучших команд, занявших третьи места | Четыре лучших команд, занявших третьи места | Четыре лучших команд, занявших третьи места | Четыре лучших команд, занявших третьи места |    | 1A vs | 1B vs | 1C vs | 1D vs |
| ------------------------------------------- | ------------------------------------------- | ------------------------------------------- | ------------------------------------------- | ------------------------------------------- | ------------------------------------------- | -- | ----- | ----- | ----- | ----- |
| A                                           | B                                           | C                                           | D                                           |                                             |                                             | 3C | 3D    | 3A    | 3B    |       |
| A                                           | B                                           | C                                           |                                             | E                                           |                                             | 3C | 3A    | 3B    | 3E    |       |
| A                                           | B                                           | C                                           |                                             |                                             | F                                           | 3C | 3A    | 3B    | 3F    |       |
| A                                           | B                                           |                                             | D                                           | E                                           |                                             | 3D | 3A    | 3B    | 3E    |       |
| A                                           | B                                           |                                             | D                                           |                                             | F                                           | 3D | 3A    | 3B    | 3F    |       |
| A                                           | B                                           |                                             |                                             | E                                           | F                                           | 3E | 3A    | 3B    | 3F    |       |
| A                                           |                                             | C                                           | D                                           | E                                           |                                             | 3C | 3D    | 3A    | 3E    |       |
| A                                           |                                             | C                                           | D                                           |                                             | F                                           | 3C | 3D    | 3A    | 3F    |       |
| A                                           |                                             | C                                           |                                             | E                                           | F                                           | 3C | 3A    | 3F    | 3E    |       |
| A                                           |                                             |                                             | D                                           | E                                           | F                                           | 3D | 3A    | 3F    | 3E    |       |
|                                             | B                                           | C                                           | D                                           | E                                           |                                             | 3C | 3D    | 3B    | 3E    |       |
|                                             | B                                           | C                                           | D                                           |                                             | F                                           | 3C | 3D    | 3B    | 3F    |       |
|                                             | B                                           | C                                           |                                             | E                                           | F                                           | 3E | 3C    | 3B    | 3F    |       |
|                                             | B                                           |                                             | D                                           | E                                           | F                                           | 3E | 3D    | 3B    | 3F    |       |
|                                             |                                             | C                                           | D                                           | E                                           | F                                           | 3C | 3D    | 3F    | 3E    |       |

### Сетка
|  | 1/8 финала            | 1/8 финала            |                       |       | Четвертьфиналы       | Четвертьфиналы       |                       |                       | Полуфиналы | Полуфиналы |  |  | Финал | Финал |
|  |                       |                       |                       |       |                      |                      |                       |                       |            |            |  |  |       |       |
|  | 22 ноября — Джакарта  |                       |                       |       |                      |                      |                       |                       |            |            |  |  |       |       |
|  |                       |                       |                       |       |                      |                      |                       |                       |            |            |  |  |       |       |
|  | Франция (пен.)        | 0 (5)                 |                       |       |                      |                      |                       |                       |            |            |  |  |       |       |
|  | Франция (пен.)        | 0 (5)                 | 25 ноября — Суракарта |       |                      |                      |                       |                       |            |            |  |  |       |       |
|  | Сенегал               | 0 (3)                 |                       |       |                      |                      |                       |                       |            |            |  |  |       |       |
|  | Сенегал               | 0 (3)                 | Франция               | 1     |                      |                      |                       |                       |            |            |  |  |       |       |
|  | 22 ноября — Джакарта  |                       | Франция               | 1     |                      |                      |                       |                       |            |            |  |  |       |       |
|  |                       | Узбекистан            | 0                     |       |                      |                      |                       |                       |            |            |  |  |       |       |
|  | Англия                | Узбекистан            | 0                     | 1     |                      |                      |                       |                       |            |            |  |  |       |       |
|  | Англия                |                       | 28 ноября — Суракарта | 1     |                      |                      |                       |                       |            |            |  |  |       |       |
|  | Узбекистан            | 2                     |                       |       |                      |                      |                       |                       |            |            |  |  |       |       |
|  | Узбекистан            | 2                     | Франция               | 2     |                      |                      |                       |                       |            |            |  |  |       |       |
|  | 21 ноября — Сурабая   |                       | Франция               | 2     |                      |                      |                       |                       |            |            |  |  |       |       |
|  |                       | Мали                  | 1                     |       |                      |                      |                       |                       |            |            |  |  |       |       |
|  | Мали                  | Мали                  | 1                     | 5     |                      |                      |                       |                       |            |            |  |  |       |       |
|  | Мали                  | 25 ноября — Суракарта |                       | 5     |                      |                      |                       |                       |            |            |  |  |       |       |
|  | Мексика               | 0                     |                       |       |                      |                      |                       |                       |            |            |  |  |       |       |
|  | Мексика               | 0                     | Мали                  | 1     |                      |                      |                       |                       |            |            |  |  |       |       |
|  | 21 ноября — Сурабая   |                       | Мали                  | 1     |                      |                      |                       |                       |            |            |  |  |       |       |
|  |                       | Марокко               | 0                     |       |                      |                      |                       |                       |            |            |  |  |       |       |
|  | Марокко (пен.)        | Марокко               | 0                     | 1 (4) |                      |                      |                       |                       |            |            |  |  |       |       |
|  | Марокко (пен.)        |                       | 2 декабря — Суракарта | 1 (4) |                      |                      |                       |                       |            |            |  |  |       |       |
|  | Иран                  | 1 (1)                 |                       |       |                      |                      |                       |                       |            |            |  |  |       |       |
|  | Иран                  | 1 (1)                 | Франция               | 2 (3) |                      |                      |                       |                       |            |            |  |  |       |       |
|  | 20 ноября — Суракарта |                       | Франция               | 2 (3) |                      |                      |                       |                       |            |            |  |  |       |       |
|  |                       | Германия (пен.)       | 2 (4)                 |       |                      |                      |                       |                       |            |            |  |  |       |       |
|  | Эквадор               | Германия (пен.)       | 2 (4)                 | 1     |                      |                      |                       |                       |            |            |  |  |       |       |
|  | Эквадор               | 24 ноября — Джакарта  |                       | 1     |                      |                      |                       |                       |            |            |  |  |       |       |
|  | Бразилия              | 3                     |                       |       |                      |                      |                       |                       |            |            |  |  |       |       |
|  | Бразилия              | 3                     | Бразилия              | 0     |                      |                      |                       |                       |            |            |  |  |       |       |
|  | 21 ноября — Бандунг   |                       | Бразилия              | 0     |                      |                      |                       |                       |            |            |  |  |       |       |
|  |                       | Аргентина             | 3                     |       |                      |                      |                       |                       |            |            |  |  |       |       |
|  | Аргентина             | Аргентина             | 3                     | 5     |                      |                      |                       |                       |            |            |  |  |       |       |
|  | Аргентина             |                       | 28 ноября — Суракарта | 5     |                      |                      |                       |                       |            |            |  |  |       |       |
|  | Венесуэла             | 0                     |                       |       |                      |                      |                       |                       |            |            |  |  |       |       |
|  | Венесуэла             | 0                     | Аргентина             | 3 (2) |                      |                      |                       |                       |            |            |  |  |       |       |
|  | 20 ноября — Суракарта |                       | Аргентина             | 3 (2) |                      |                      |                       |                       |            |            |  |  |       |       |
|  |                       | Германия (пен.)       | 3 (4)                 |       | Матч за третье место | Матч за третье место |                       |                       |            |            |  |  |       |       |
|  | Испания               | Германия (пен.)       | 3 (4)                 | 2     | Матч за третье место | Матч за третье место |                       |                       |            |            |  |  |       |       |
|  | Испания               | 24 ноября — Джакарта  | 24 ноября — Джакарта  | 2     |                      |                      | 1 декабря — Суракарта | 1 декабря — Суракарта |            |            |  |  |       |       |
|  | Япония                | 24 ноября — Джакарта  | 24 ноября — Джакарта  | 1     |                      |                      | 1 декабря — Суракарта | 1 декабря — Суракарта |            |            |  |  |       |       |
|  | Япония                | Испания               | 0                     | 1     | Мали                 | 3                    |                       |                       |            |            |  |  |       |       |
|  | 21 ноября — Бандунг   | Испания               | 0                     |       | Мали                 | 3                    |                       |                       |            |            |  |  |       |       |
|  |                       | Германия              | 1                     |       | Аргентина            | 0                    |                       |                       |            |            |  |  |       |       |
|  | Германия              | Германия              | 1                     | 3     | Аргентина            | 0                    |                       |                       |            |            |  |  |       |       |
|  | Германия              |                       |                       | 3     |                      |                      |                       |                       |            |            |  |  |       |       |
|  | США                   | 2                     |                       |       |                      |                      |                       |                       |            |            |  |  |       |       |
|  | США                   | 2                     |                       |       |                      |                      |                       |                       |            |            |  |  |       |       |

### 1/8 финала
| Эквадор        | 1:3     | Бразилия                      |
| -------------- | ------- | ----------------------------- |
| Бермудес 45+4′ | (отчёт) | - Эстеван 14′ 71′ - Луижи 90′ |

| Испания               | 2:1     | Япония     |
| --------------------- | ------- | ---------- |
| - Жуньен 8′ - Гиу 74′ | (отчёт) | Навата 40′ |

| Мали                                                         | 5:0     | Мексика |
| ------------------------------------------------------------ | ------- | ------- |
| - Барри 9′ 13′ - И. Диарра 15′ - Канате 37′ (пен.) - Тья 50′ | (отчёт) |         |

| Германия                                    | 3:2     | США                       |
| ------------------------------------------- | ------- | ------------------------- |
| - Херрман 14′ - Мёрштедт 34′ - Ялчинкая 87′ | (отчёт) | - Хабрун 24′ - Васкес 80′ |

| Аргентина                                                               | 5:0     | Венесуэла |
| ----------------------------------------------------------------------- | ------- | --------- |
| - Бальбо 15′ (авт.) - Лопес 22′ - Эчеверри 32′ - Руберто 70′ (пен.) 79′ | (отчёт) |           |

| Марокко                             | 1:1     | Иран                          |
| ----------------------------------- | ------- | ----------------------------- |
| Азаузи 90+4′                        | (отчёт) | Голизаде 73′                  |
| Пенальти                            |         |                               |
| - Уазане - Азаузи - Назих - Захуани | 4:1     | - Дарвишали - Нафари - Тахери |

| Англия    | 1:2     | Узбекистан                |
| --------- | ------- | ------------------------- |
| Ндала 35′ | (отчёт) | - Саидов 4′ - Мирзаев 67′ |

| Франция                                     | 0:0     | Сенегал                             |
| ------------------------------------------- | ------- | ----------------------------------- |
|                                             | (отчёт) |                                     |
| Пенальти                                    |         |                                     |
| - Кеи Санда - Заге - Тинкр - Мёпийу - Санги | 5:3     | - Гейе - Дионгу - Дориваль - Саване |

### Четвертьфиналы
| Испания | 0:1     | Германия           |
| ------- | ------- | ------------------ |
|         | (отчёт) | Бруннер 64′ (пен.) |

| Бразилия | 0:3     | Аргентина            |
| -------- | ------- | -------------------- |
|          | (отчёт) | Эчеверри 28′ 58′ 71′ |

| Франция   | 1:0     | Узбекистан |
| --------- | ------- | ---------- |
| Бунеб 83′ | (отчёт) |            |

| Мали          | 1:0     | Марокко |
| ------------- | ------- | ------- |
| И. Диарра 81′ | (отчёт) |         |

### Полуфиналы
| Аргентина                                            | 3:3     | Германия                                      |
| ---------------------------------------------------- | ------- | --------------------------------------------- |
| Руберто 36′ 45+4′ 90+7′                              | (отчёт) | - Бруннер 9′ 58′ - Мёрштедт 69′               |
| Пенальти                                             |         |                                               |
| - Мастантуоно - Эчеверри - Х. Хименес - Х. Вильяльба | 2:4     | - да Силва - Рамзак - Ельч - Аршауи - Бруннер |

| Франция                | 2:1     | Мали            |
| ---------------------- | ------- | --------------- |
| - Тити 56′ - Бунеб 69′ | (отчёт) | И. Диарра 45+4′ |

### Матч за третье место
| Аргентина | 0:3     | Мали                                        |
| --------- | ------- | ------------------------------------------- |
|           | (отчёт) | - И. Диарра 9′ - М. Думбия 45′ - Макалу 48′ |

### Финал
| Германия                                                          | 2:2     | Франция                                              |
| ----------------------------------------------------------------- | ------- | ---------------------------------------------------- |
| - Бруннер 29′ (пен.) - Дарвих 51′                                 | (отчёт) | - Буабре 53′ - Амугу 85′                             |
| Пенальти                                                          |         |                                                      |
| - да Силва Морейра - Рамзак - Мёрштедт - Аршауи - Бруннер - Кабар | 4:3     | - Кеи Санда - Бунеб - Санги - Мёпийу - Тинкр - Гомис |

## Бомбардиры
Примечание: В скобках указано, сколько голов из общего числа забито с пенальти.
8 голов
- Агустин Руберто (1)

5 голов
- Клаудио Эчеверри
- Парис Бруннер (2)
- Ибраим Диарра

4 гола
- Кауан Элиас
- Макс Мёрштедт
- Мамаду Думбия (1)
- Амирбек Саидов
- Рэнто Такаока

3 гола
- Джоэл Ндала (1)
- Райан (1)
- Эстеван Виллиан
- Маамуд Барри
- Стефано Каррильо (1)
- Идрисса Гейе
- Нимфаша Берчимас
- Жоан Тинкр (1)
- Майкл Бермудес (1)

2 гола
- Джастин Обоавуодуо
- Рис-Александр Расселл-Денни (1)
- Сантьяго Лопес
- Луижи
- Джек Диарра
- Леэнан Ромеро
- Эрик да Силва Морейра
- Ноа Дарвих
- Роберт Рамзак
- Билаль Ялчинкая
- Архан Кака
- Исмаил Голизаде
- Амирмохаммад Раззагиниа
- Касра Тахери
- Марк Гиу
- Ким Жуньен
- Ибраим Канате (1)
- Амиду Макалу
- Ольдемар Кастильо
- Ким Мёнджун
- Амара Диуф
- Матис Амугу
- Исмаил Бунеб

1 гол
- Сэмьюэл Амо-Амеяу
- Джош Ачимпонг
- Тайлер Диблинг
- Финли Макаллистер
- Харрисон Марри-Кэмпбелл
- Итан Нванери
- Валентино Акунья
- Тьяго Лаплас
- Иан Субиабре
- Да Мата
- Виктор Нунес
- Жуан Соуза
- Абубакар Камара
- Давид Мартинес
- Никола Профета (1)
- Алехандро Сичеро
- Чарльз Херрман
- Набил Асюра
- Мохаммад Аскари
- Ягуб Барадже
- Реза Гандипур
- Абольфазл Замани
- Роберто Мартин
- Игор Ойоно
- Хуан Эрнандес
- Ричард Чукву
- Усман Тьеро
- Анж Тья
- Нассим Азаузи
- Абдельхамид Аит Будлаль
- Анас Алауи (1)
- Мохамед Хамони
- Саифдин Шлагмо
- Айман Эннаир
- Фидель Барахас
- Луис Ортис
- Адриан Фернандес де Лара
- Тахиэль Хименес
- Адам Уотсон (1)
- Марсель Регула
- Дэвид Васкес
- Крус Медина
- Кейроль Фигероа
- Таха Хабрун
- Лазизбек Мирзаев
- Бехруз Шукуруллаев
- Саимон Буабре
- Тидьям Гомис (1)
- Матис Ламбурд
- Бастьен Мёпийу
- Иванн Тити
- Альен Обандо
- Элькин Руис
- Гаку Навата

Автоголы
- Луис Бальбо в матче против Аргентины
- Абольфазл Замани в матче против Бразилии
- Ричард Чукву в матче против Узбекистана
- Вадрия Анье в матче против Англии
- Доминик Шала в матче против Сенегала